# 伊達貞宗
伊達 貞宗（だて さだむね、1937年（昭和12年）5月15日 - 1981年（昭和56年）11月9日）は伊達宗家33代当主。32代当主・伊達興宗の子。妻は小野寺利子。子に泰宗、真美（伊達氏の歴史を綴ったエッセイ『伊達家の風景』等の著者）。
学習院大学卒業。父の死後、家督を相続。仙台市博物館の名誉館長を務めた。